# Murli Manohar Joshi

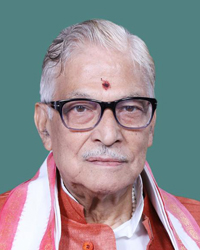
Murli Manohar Joshi

Murli Manohar Joshi (Hindi मुरली मनोहर जोशी, * 5. Januar 1934 in Delhi, damals Britisch-Indien, heute Indien) ist ein indischer Politiker der Bharatiya Janata Party (BJP).

## Biografie
Murli Manohar Joshi wurde am 5. Januar 1934 in Delhi in eine nordindische Hindu-Familie geboren. Er erhielt seine erste Schulbildung auf der Hindu High School in Chandpur. Danach besuchte er das Meerut College und anschließend die Allahabad University, wo er Physik studierte und den Grad eines M.Sc. sowie den Doktorgrad (D. Phil.) erwarb. Seine Doktorarbeit befasste sich mit einem Thema aus dem Bereich Spektroskopie. In den folgenden Jahrzehnten blieb er trotz seiner politischen Aktivitäten weiterhin an der Universität in Lehr- und administrativer Funktion tätig.
1944, im Alter von 10 Jahren, schloss Joshi sich dem Rashtriya Swayamsevak Sangh (RSS), dem hindunationalistischen „nationalen Freiwilligenkorps“ an, und wurde 1949 Mitglied der Studentenorganisation des RSS Akhil Bharatiya Vidyarthi Parishad (ABVP), deren Generalsekretär er 1953 bis 1956 war. Joshi wurde Mitglied der Bharatiya Jana Sangh (BJS), der Vorläuferpartei der heutigen Bharatiya Janata Party und war in der Partei in verschiedenen Funktionen im Bundesstaat Uttar Pradesh tätig.
1977 vereinigte sich die BJS mit anderen Parteien zur Janata Party (JNP) und Joshi wurde bei der Parlamentswahl 1977 als Janata-Abgeordneter im Wahlkreis 3-Almora in Uttar Pradesh in die Lok Sabha gewählt, wo er 1977–79 als Generalsekretär der JNP fungierte. Nach dem Auseinanderbrechen der Janata Party in verschiedene Fraktionen gehörte Joshi 1980 zu den Mitgründern der Bharatiya Janata Party (BJP). 1981–83 amtierte Joshi als Schatzmeister der BJP, 1986–90 als ihr Generalsekretär und von 1991 bis 1993 als BJP-Parteipräsident. Von 1992 bis 1996 war er gewähltes Mitglied für die BJP in der Rajya Sabha, dem „Staatenhaus“ des indischen Parlaments. 1980 und 1984 kandidierte er vergeblich in verschiedenen Wahlkreisen für die Lok Sabha und wurde bei der Wahl 1996 im Wahlkreis 56-Allahabad (Uttar Pradesh) wieder gewählt. Den Wahlkreis konnte er bei den Wahlen 1998 und 1999 behaupten, verlor ihn dann 2004 aber an einen Kandidaten der Samajwadi Party. Bei den Wahlen 2009 und 2014 gewann er den Wahlkreis 455-Varanasi bzw. 464-Kanpur.
Im ersten Kabinett von Atal Bihari Vajpayee 1996, das allerdings nur 13 Tage amtierte und dann vor allem aufgrund fehlender parlamentarischer Mehrheit zurücktrat, hatte er den Posten des Innenministers inne. Joshi war am frühen Ende der Regierung nicht ganz unbeteiligt, weil er zurücktrat, nachdem gegen ihn und 6 weitere BJP-Funktionsträger (darunter Lal Krishna Advani) eine Anklage wegen Beteiligung an der Zerstörung der Babri-Moschee in Ayodhya 1992 (während seiner Amtszeit als Parteipräsident) angekündigt worden war.
Im zweiten und dritten Kabinett Vajpayee 1998–2004 war er Minister für Humanressourcen, Wissenschaft und Technologie. Seine Amtsführung war nicht unumstritten. Seine Kritiker warfen ihm vor, eine „Safranisierung“ des Erziehungswesens zu betreiben (Safran-Orange ist die Parteifarbe der BJP), indem er die Lehrinhalte an den Schulen in einem vermeintlich hindunationalistischen Sinne habe umdefinieren lassen. Nachdem ein indisches Sondergericht gegen ihn und weitere sechs weitere Personen Anklage in der Ayodhya-Streitsache erhoben hatte, bot Joshi am 19. September 2003 seinen Rücktritt vom Ministeramt an. Dieser wurde jedoch von Premierminister Vajpayee nicht angenommen, so dass er weiter im Amt blieb. Im Jahr 2010 ordnete der Allahabad High Court die Einstellung des Verfahrens an. Allerdings gab es in der Folgezeit mehrfache Versuche, den Prozess neu aufzurollen. Am 19. April 2017 ordnete der Oberste Gerichtshof Indiens die Wiederaufnahme des Verfahrens u. a. gegen Joshi an.
Am 30. März 2017 wurde Joshi der Padma Vibhushan, die zweithöchste zivile Auszeichnung Indiens verliehen.
Aus der 1966 geschlossenen Ehe Joshis mit Tarla Joshi gingen zwei Töchter, Priyamvada and Nivedita hervor. Murli Manohar Joshi ist Autor von mehr als 100 wissenschaftlichen Veröffentlichungen und Autor mehrerer politischer und weltanschaulicher Bücher.